# ایوما
ایوما (به اسپانیایی: Iñuma) یک کوه در پرو است که در Peru, Tacna Region واقع شده‌است. ایوما ۵٬۶۷۵ متر بالاتر از سطح دریا واقع شده‌است.